# Моннинкюля
Мо́ннинкюля (фин. Monninkylä, швед. Monby) — деревня в южной части общины Аскола, области (региона) (фин. maakunta / швед. landskap) Уусимаа (фин. Uusimaa, швед. Nyland — Нюланд) до 1 января 2011 года — Восточная Уусимаа, в Финляндии. Она расположена недалеко от границы Порвоо, вдоль главной дороги (шоссе 55 (фин. Kantatie 55; швед. Stamväg 55) между Порвоо и Мянтсяля. Деревня с населением более 1300 жителей и является крупнейшим городским поселением в муниципалитете.